# 北斗遠東戲院
北斗遠東戲院位於臺灣彰化縣北斗鎮，為彰化縣的文化資產。該戲院相對於當地在日治時期已有的「北斗戲院」，被稱為「新戲院」。而在1950、1960年代，遠東戲院是北斗地區重要的休閒娛樂場所，但隨著電視普及，使得戲院經營日漸困難而歇業:223。

## 沿革
遠東戲院所在地在過去曾是北斗望族許家的花園「梅亭」，秀才許從龍在裡面建有一座「鵲館」，於其中授課講學。後來因為北白川宮能久親王在1895年10月6日於此處住過，該地在昭和十三年（1938年）被改建成公園並立紀念碑，並被附近居民稱為「御遺跡地」:117。
二次大戰後的民國41年（1952年），第三屆鎮民代表會代表們倡議在「御遺跡地」興建劇場:117。而後在民國43年（1954年），北斗鎮公所同意此倡議。到了民國45年（1956年）12月，戲院落成並命名為「遠東戲院」:117。而當時戲院分成10股，1股5萬，北斗鎮公所有2股，另外8股為民間股東所有:117。
2014年11月彰化縣八卦山文化協會向文化局提報歷史建築，2016年7月彰化縣政府將建物登錄為縣定古蹟，北斗鎮公所不服提起行政訴訟。2018年10月，北斗鎮公所上訴至最高行政法院後遭宣判駁回上訴，北斗鎮公所敗訴定讞。2025年北斗鎮公所收購完成電影院私產的部分，將向文化部申請修復補助新臺幣7千萬元，期許未來將改造可容納400人的文藝展演的活動場地。